# Rivière (Indre-et-Loire)
Rivière település Franciaországban, Indre-et-Loire megyében. Lakosainak száma 700 fő (2022. január 1.). Rivière Anché, Chinon, Cravant-les-Côteaux és Ligré községekkel határos.

## Népesség
A település népessége az elmúlt években az alábbi módon változott:
| Lakosok száma | 321  | 452  | 573  | 654  | 750  | 733  | 696  | 703  | 695  | 700  |
|               | 1968 | 1982 | 1990 | 2006 | 2013 | 2015 | 2017 | 2019 | 2020 | 2022 |